# Sonata para piano n.º 9 (Beethoven)

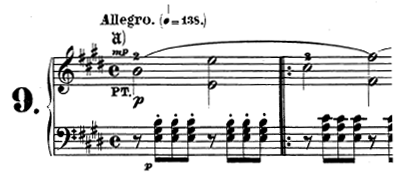
Allegro: Primeiro movimento.

Depois do sucesso e impacto da sonata Op.13, Beethoven compôs uma série de duas sonatas "curtinhas".
O primeiro movimento vem no tradicional Allegro. O primeiro tema tem uma melodia bem simples, acompanhada por acordes na mão esquerda. É no segundo tema que Beethoven traz a inovação com um cromatismo bem elevado, além de uma textura polifônica. No Desenvolvimento, a sonata assume ares mais ambiciosos, com uma melodia dramática acompanhada de acordes quebrados na mão esquerda. Na Recapitulação, Beethoven substitui os acordes da mão esquerda por escalas ascendentes, modificando a atmosfera do primeiro tema. Na Recapitulação, o tema é apresentado em acordes cheios, e sob uma tensão crescente, resultante das escalas ascendentes no baixo. Na Coda o material do primeiro tema volta para encerrar o movimento de uma maneira bem suave, em pianissimo.

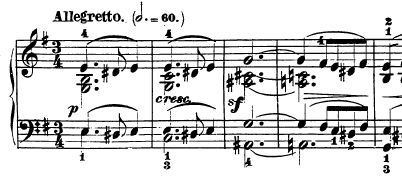
Allegretto: Segundo movimento.

O segundo movimento vem na forma de um Allegretto em mi menor. A atmosfera desse movimento lembra uma força insistente, indo sempre a frente. Com um tema simples, mas bem trabalhado, Beethoven repete a ideia principal várias vezes durante o movimento, sempre modificando-a um pouco, seja na extensão do teclado, ou no acompanhamento. O movimento segue com um Maggiore que nada mais é do que um "segundo tema" em dó maior que modula de volta a mi. A Coda também leva a uma conclusão em pianissimo, lembrando o primeiro movimento.

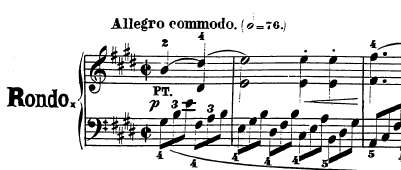
Rondo: Terceiro movimento.

O terceiro movimento traz toda a dificuldade técnica não encontrada nos dois outros. O tema desse Rondó traz arpejos descendentes em quiálteras na mão esquerda e um tema que lembra o primeiro tema do primeiro movimento na mão direita. Até mesmo a sucessão de escalas descendentes rápidas lembra o segundo tema do primeiro movimento. Aqui o "Rondó-sonata" também se faz presente, com uma seção bem dramática funcionando como desenvolvimento. Nessa seção, muito modulatória, Beethoven muda a armadura para somente um sustenido (Sol maior e posteriormente Si, para voltar ao tema em Mi). A coda fecha essa curta, porém preciosa sonata de uma maneira que se tornaria constante em Beethoven. No final, (assim como na Patética) Beethoven traz o tema inicial do rondó como se fosse mais uma passada do tema. Contudo ele muda abruptamente a direção da música para enfim encerrá-la.
Beethoven usa esse mesmo desfecho na 5ª sinfonia, na Patética e em muitas outras obras. Esse desfecho abriria posteriormente o caminho para mais uma de suas "revoluções" musicais, com um segundo desenvolvimento na sonata, logo após a recapitulação.
| Sonata para Piano n.º 9             |                   |
|                                     |                   |
| Composições de Ludwig van Beethoven |                   |
| Apelido:                            | Nenhum            |
| Forma:                              | Sonata para piano |
| Tonalidade - Compasso:              | Mi maior- 4/4     |
| Movimentos                          | 3                 |
| Data da composição:                 | 1798-9            |
| Número da composição:               | Op. 14 nº 1       |
| Andamentos                          |                   |
| Primeiro Movimento                  | Allegro           |
| Segundo Movimento                   | Allegretto        |
| Terceiro Movimento                  | Rondo             |